# Henry John Elwes

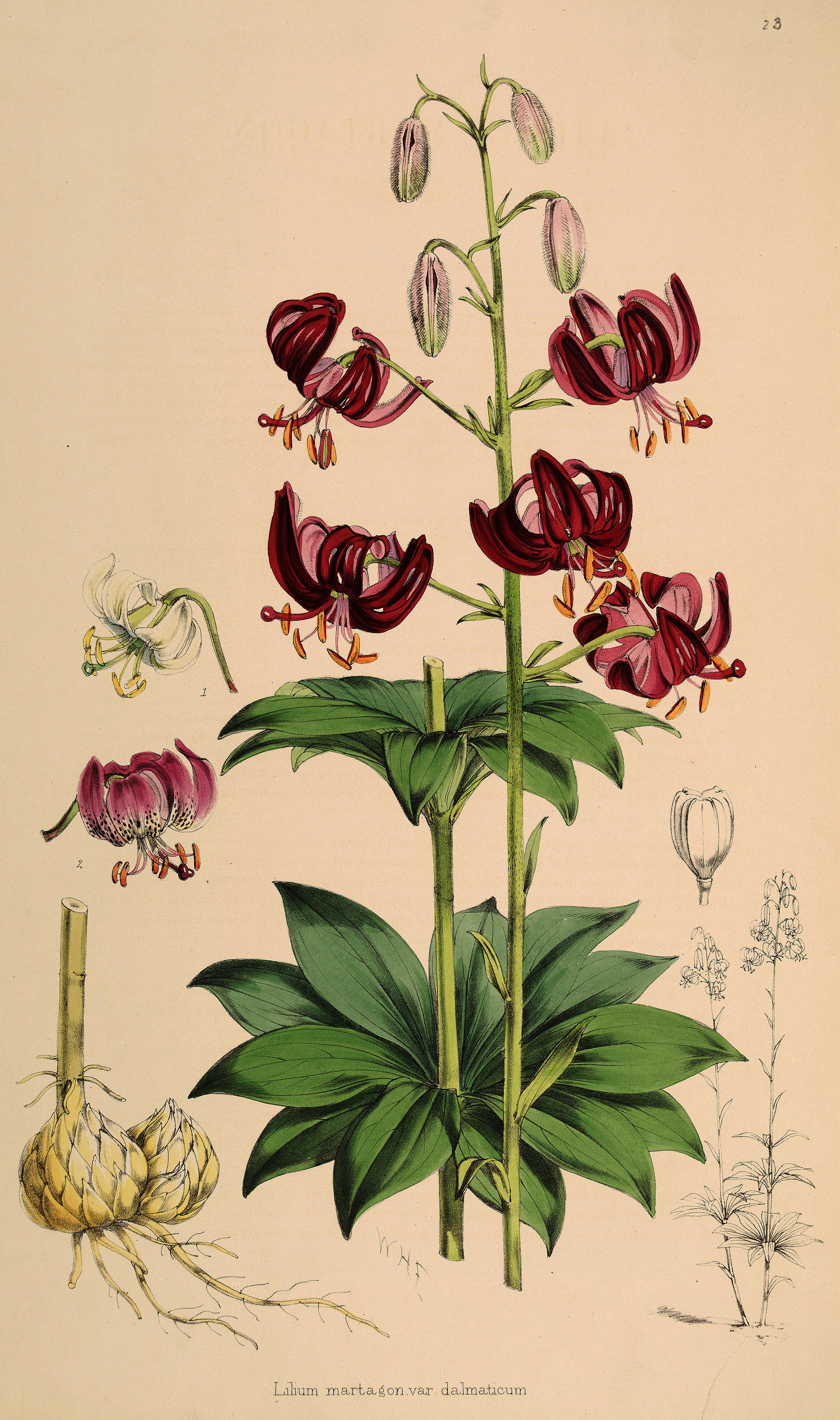
Lilium martagon var. dalmaticum. Litografia di Walter Hood Fitch tratta da A Monograph of the Genus Lilium (1877).

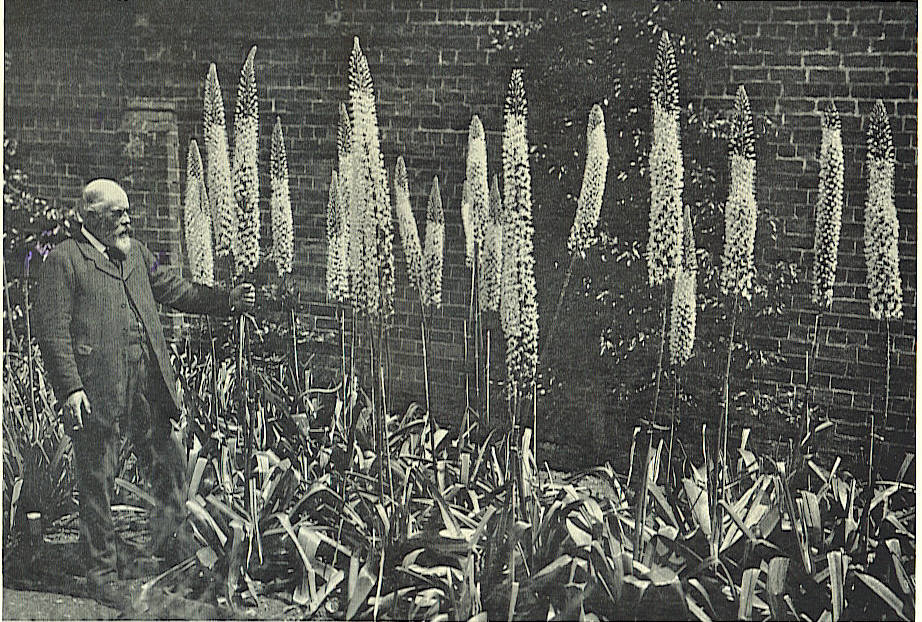
Henry John Elwes tra esemplari di Eremurus robustus (1918).

Henry John Elwes (Cheltenham, 16 maggio 1846 – Colesbourne, 26 novembre 1922) è stato un botanico, naturalista ed entomologo inglese.

## Biografia
Elwes, figlio di un proprietario terriero del Gloucestershire, studiò all'Eton College e successivamente da tutori privati a Dresda, Bruxelles e Parigi; in seguito entrò a far parte delle Guardie Scozzesi, dove rimase per cinque anni. Una volta lasciato questo reggimento, nel 1869, iniziò a dedicarsi ad una vita da gentiluomo di campagna, ma, soprattutto, di viaggiatore, cacciatore e naturalista. I suoi viaggi alla ricerca di campioni di storia naturale lo condussero in India, nell'Himalaya (Tibet compreso), sui monti Altai e in Turchia. I contemporanei lo descrissero come un uomo di alta statura e dal carattere dominante, con una forte voce rimbombante (un visitatore di una mostra sui giardini la paragonò a quella di un nautofono); amava molto la vita all'aria aperta ed era appassionato di giardinaggio.
Pubblicò (con il contributo di importanti botanici) una monografia sui gigli, dei quali era considerato un grande esperto, abbellita dalle splendide tavole di Walter Hood Fitch, e, assieme ad Augustine Henry (1857-1930), un'opera in più volumi sugli alberi della Gran Bretagna.
La sua collezione di 30.000 farfalle, tra cui 11.370 esemplari di farfalle del Paleartico, venne donata al Natural History Museum. In particolare era considerato un esperto delle farfalle appartenenti alla famiglia degli Esperidi. Il parco della sua casa di campagna a Colesbourne è tuttora gestito dai suoi discendenti (Sir Henry Elwes [1935 -], politico e prefetto del Gloucestershire) e può essere visitato.
Fu membro della Royal Society.

## Riconoscimenti
A lui si riferisce il nome scientifico del bucaneve gigante (Galanthus elwesii), da lui raccolto in Turchia nel 1874 e successivamente riconosciuto come specie nuova e descritto ufficialmente da Joseph Dalton Hooker nel 1875.